# Списък на военна техника на Италия
- Танкове
  - C-1 Ариете – 200 броя
  - Леопард 2 – 120броя
  - Дардо – 200 броя
  - ААВ 7 амфибия
  - МЛРС – ракетна установка
- Бронетранспортьори
  - Пума 4х4 – 310 броя
  - Пума 6х6 – 250 броя
- Високопроходими автомобили ==
  - ВТЛМ Линче – 1260 броя
  - АР90 – 3100 броя
  - ВМ90 – 1280 броя
- Камиони
  - Ланча АЦЛ 90 – 3800 броя
  - Ивеко АЦМ 90 – 3000 броя
  - Астра СМ 66